# Julius Stjernvall
Julius Stjernvall, född 26 oktober 1874 i Mäntsälä, död 6 maj 1939 i Helsingfors, var en finländsk industriman och minister.
Julius Stjernvall var 1914–1917 biträdande direktör och 1917–1918 samt 1919–1929 verkställande direktör i Maskin- och Brobyggnads Ab, som under denna tid expanderade starkt och 1926 inköpte Sandvikens Skeppsdocka och Mekaniska Verkstad. Han var 1918–1931 ordförande i förvaltningsrådet för Helsingfors Aktiebank och 1918–1919 handels- och industriminister (SFP). Han erhöll bergsråds titel 1924.